# Пиридилазонафтол
1-(2-пиридилазо)-2-нафтол (пиридилазонафтол, ПАН) — органическое соединение класса азосоединений, распространенный аналитический реагент. Представляет собой оранжево-красные кристаллы, практически не растворимые в воде, хорошо растворимые в ацетоне, бензоле, этиловом спирте, четыреххлористом углероде. Окраска растворов ПАН желтая или оранжевая, комплексных соединений с металлами, как правило, красная.

## Получение
Впервые ПАН синтезирован в 1918 г. азосочетанием 2-нафтола и диазотата 2-аминопиридина в среде абсолютного этанола. Диазотат 2-аминопиридина получен взаимодействием 2-аминопиридина с изоамилнитритом в среде этилата натрия. Очистку полученного продукта от неорганических солей осуществляют перекристаллизацией из водно-этанольных растворов, от органических примесей — хроматографическими методами.

## Применение
ПАН используется в качестве металлохромного индикатора для количественного определения висмута, кадмия, меди, индия, никеля, тория, урана и цинка комплексонометрическим титрованием, а также для спектрофотометрического и экстракционно-спектрофтометрического определения меди, кобальта, алюминия, галлия, таллия, скандия, олова, висмута и других металлов.